# Chonas-l’Amballan
Chonas-l’Amballan település Franciaországban, Isère megyében. Lakosainak száma 1691 fő (2022. január 1.). Chonas-l’Amballan Saint-Prim, Tupin-et-Semons, Condrieu és Reventin-Vaugris községekkel határos.

## Népesség
A település népességének változása:
| Lakosok száma | 517  | 863  | 1005 | 1461 | 1588 | 1659 | 1668 | 1679 | 1687 | 1691 |
|               | 1968 | 1982 | 1990 | 2006 | 2013 | 2015 | 2017 | 2019 | 2020 | 2022 |